# Station Gandrungmangun
Gandrungmangun is een spoorwegstation in de Indonesische provincie Midden-Java.

## Bestemmingen
- Serayu: naar Station Jakarta Kota en Station Kroya
- Kahuripan: naar Station Padalarang en Station Kediri
- Kutojaya Selatan: naar Station Bandung Kiaracondong en Station Kutoarjo
- Pasundan: naar Station Bandung Kiaracondong en Station Surabaya Gubeng